# Elsa Martinelli
Elsa Martinelli, właściwie Elisa Tia  (ur. 30 stycznia 1935 w Grosseto, zm. 8 lipca 2017 w Rzymie) – włoska aktorka filmowa i telewizyjna; modelka. W 1956 była pierwszą laureatką nagrody Srebrnego Niedźwiedzia dla najlepszej aktorki na 6. Międzynarodowym Festiwalu Filmowym w Berlinie za rolę w filmie Donatella (1956) w reżyserii Mario Monicelliego.
W 1957 poślubiła hrabiego Franco Mancinelliego Scottiego di San Vito, z którym miała córkę Cristianę, również aktorkę.

## Wybrana filmografia
- Czerwone i czarne (1954) – epizod

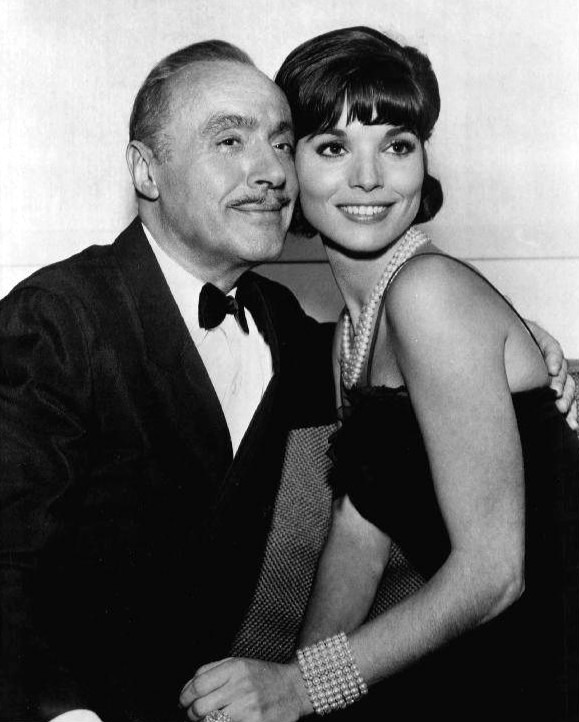
Elsa Martinelli i Charles Boyer, 1964

- Indiański wojownik (1955) jako Onahti
- Donatella (1956) jako Donatella
- Manuela (1957) jako Manuela Hunt
- Noc brawury (1959) jako Anna
- Miłość w Rzymie (1960) jako Fulvia
- ... i umrzeć z rozkoszy (1960) jako Georgia Monteverdi
- Serce i szpada (1960) jako Gisèle d’Angoulême
- Proces (1962) jako Hilda
- Hatari! (1962) jako Anna Maria „Dallas” D’Alessandro
- Gołąb, który ocalił Rzym (1962) jako Antonella Massimo
- Z życia VIP-ów (1963) jako Gloria Gritti
- Dziesiąta ofiara (1965) jako Olga
- Niewiarygodne przygody Marco Polo (1965) jako kobieta z batem
- Miliard w stole bilardowym (1965) jako Juliette
- Siedem razy kobieta (1967) jako piękna kobieta
- Najstarszy zawód świata (1967) jako Domitilla
- Manon 70 (1968) jako Annie
- Historia Belle Starr (1968) jako Belle Starr
- Miliony Madigana (1968) jako Vic Shaw
- Candy (1968) jako Livia
- Una sull'altra (1969) jako Jane
- Jeśli dziś wtorek, to jesteśmy w Belgii (1969) jako Maria, kobieta na weneckim moście
- Była sobie zbrodnia (1992) jako Carla, agentka Juliana

## Nagrody
- Nagroda na MFF w Berlinie
  - Srebrny Niedźwiedź
** dla najlepszej aktorki: 1956 Donatella